# Samoa américaines aux Jeux olympiques d'été de 2024
Les Samoa américaines participent aux Jeux olympiques d'été de 2024 à Paris en France. Il s'agit de sa 10e participation à des Jeux d'été.
Le nageur Micah Samei et l'athlète Filomenaleonisa Iakopo (en) sont les deux sportifs de la délégation, ainsi que ses porte-drapeaux.

## Athlètes engagés
| Sport      | Hommes | Femmes | Total |
| ---------- | ------ | ------ | ----- |
| Athlétisme | 0      | 1      | 1     |
| Natation   | 1      | 0      | 1     |
| Total      | 1      | 1      | 2     |

## Résultats

### Athlétisme
Les Samoa américaines bénéficient d'une place attribuée au nom de l'universalité des Jeux. Filomenaleonisa Iakopo est une sprinteuse chamorro-samoane, mais les îles Mariannes du Nord ne sont pas reconnu comme membre du CIO. Iakopo, américaine, a toutefois la double nationalité sportive, fille d'un père vétéran de l'US Air Force des Samoa américaines et d'une mère originaire de Saipan. Elle participe aux Championnats du monde d'athlétisme en salle 2024 à Glasgow en Écosse et en juin 2024, aux Championnats d'Océanie d'athlétisme à Suva aux Fidji. Elle est détentrice des records du 100 m et du 200 m des Samoa américaines.
| Athlète                | Épreuve       | Tour préliminaire | Tour préliminaire | 1er tour | 1er tour | Demi-finale | Demi-finale | Finale  | Finale  |
| Athlète                | Épreuve       | Temps             | Rang              | Temps    | Rang     | Temps       | Rang        | Temps   | Rang    |
| ---------------------- | ------------- | ----------------- | ----------------- | -------- | -------- | ----------- | ----------- | ------- | ------- |
| Filomenaleonisa Iakopo | 100 m féminin | 12 s 78           | 8e                | Eliminé  | Eliminé  | Eliminé     | Eliminé     | Eliminé | Eliminé |

### Natation
Le comité a accepté une invitation universelle pour envoyer concourir le nageur Micah Masei, qui avait déjà participé aux Jeux de Tokyo.
| Athlète     | Épreuve               | Séries | Séries | Demi-finales | Demi-finales | Finale | Finale |
| Athlète     | Épreuve               | Temps  | Rang   | Temps        | Rang         | Temps  | Rang   |
| ----------- | --------------------- | ------ | ------ | ------------ | ------------ | ------ | ------ |
| Micah Masei | 100 m brasse masculin |        | e      |              | e            |        | e      |